# Université d'Oklahoma City

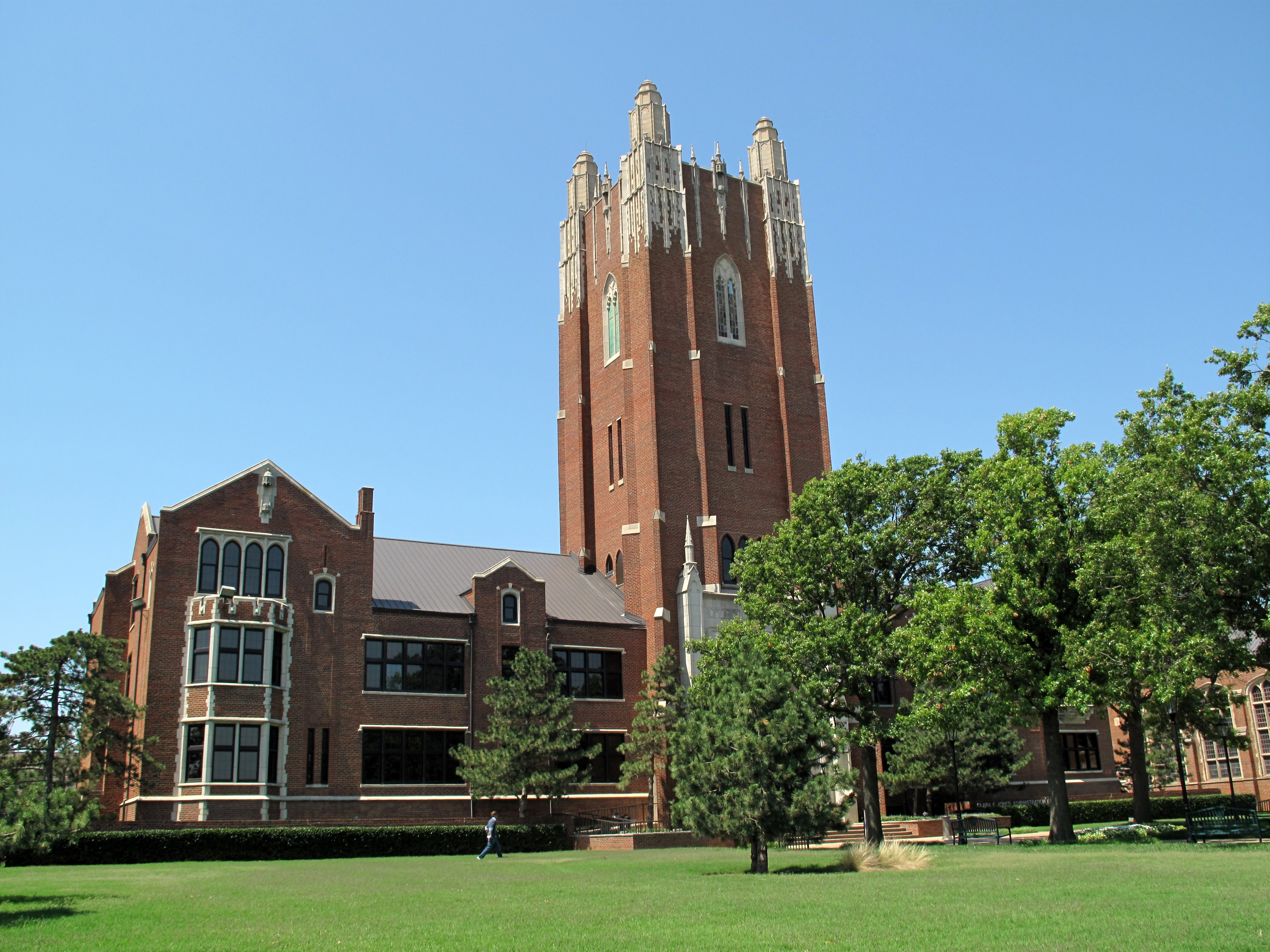
Bâtiment de l'administration de l'Université d'Oklahoma City.

L'université d'Oklahoma City (Oklahoma City University, abrégé OCU) est une université privée américaine située à Oklahoma City dans l'Oklahoma. En 2021, l'université comptait 2 551 étudiants (1 429 undergraduate et 1 122 graduate) et 342 enseignants. 